# الغميمة (لعبة شعبية)
لعبة الغميمة أو الغمة أو الخشة هي لعبة شعبية تشتهر لدى سكان المنطقة الشرقية الواقعة شرق المملكة العربية السعودية.

## نبذه
تعتبر لعبة الغميمة أحد ألعاب اللياقة ويمارسها الأولاد الصغار، حيث تتطلب السرعة والمراوغة والحدس بتوقع حركة اللاعبين الآخرين.

## الطريقة
قبل بداية اللعبة، يتم القيام أولًا بقرعة بين اللاعبين لتحديد من سيكون عليه الدور في البحث عن الآخرين وبعد تحديد اللاعب يتم عصب عينيه و يختفي بقية اللاعبين ثم ينطق أحد اللاعبين بجملة " صاده ما صاده" إيذانًا ببدأ معصوب العينين البحث عن الآخرين. يخلع عصابة العينين ثم يبدأ البحث عنهم و مطاردتهم و محاولة منعهم من "المحب" أو العلامة المحددة على الجدار، بينما يحرص الآخرون على الوصول إلى العلامة قبل القبض عليهم أو لمسهم، يحاول اللاعب الذي يقوم بالبحث عن الآخرين أن لا يبتعد كثيرًا عن "المحب" حتى لا يتيح فرصة لأحد اللاعبين للوصول إليه، ولو استطاع لمس أحدهم قبل لمس علامة "المحب" انتقل الدور في البحث عن الآخرين إليه وتعاد اللعبة من جديد. 